# Adler 2.5-litre
O Adler 2.5-litre (Adler 2.5-litros) foi a sensação apresentada pela Adler no salão de Berlin de 1937. A sua produção iniciou-se em novembro daquele ano, o modelo foi o sucessor do Adler Diplomat .